# Glimbach
Das Dorf Glimbach ist ein östlicher Ortsteil der Stadt Linnich im Kreis Düren.

## Geographie
Glimbach liegt am Abhang der Jülicher Börde und überragt die Rurniederung. Umliegende Ortschaften sind im Uhrzeigersinn Körrenzig, Kofferen, Gevenich und Linnich.

## Geschichte
Am 1. Juli 1969 wurde Glimbach nach Linnich eingemeindet.

## Bauwerke

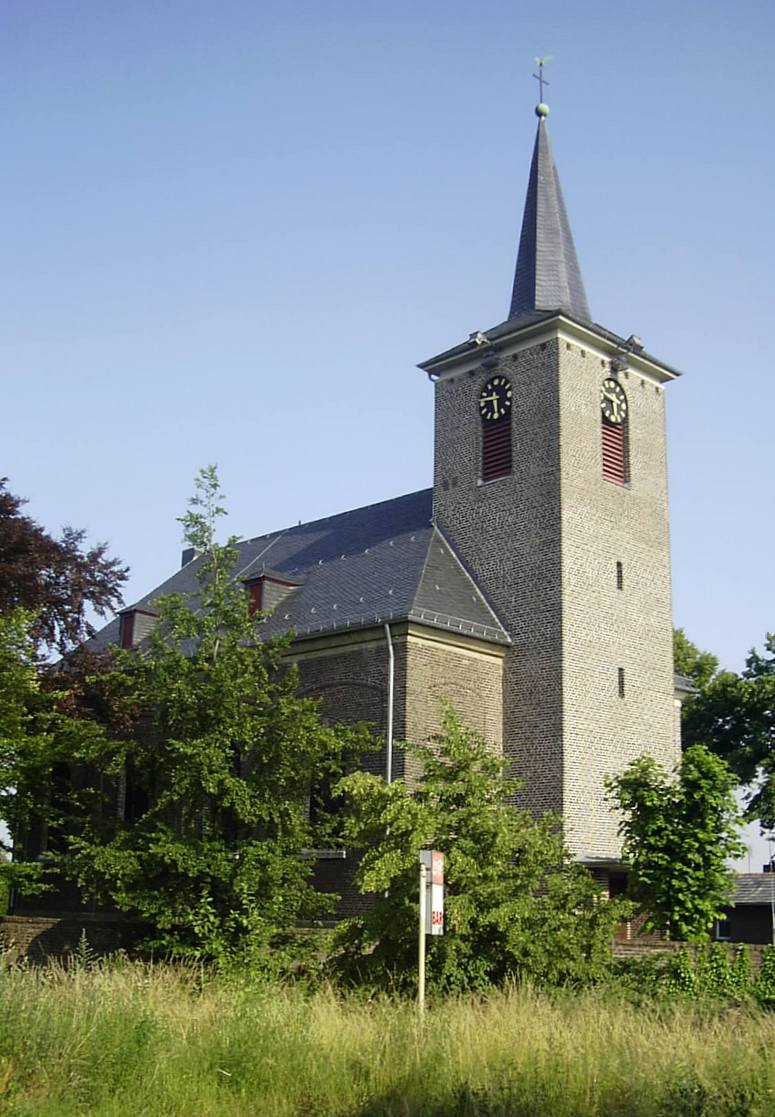
Kath. Pfarrkirche St. Agatha

- Die Pfarrkirche St. Agatha überragt weithin sichtbar das Dorf. Sie wurde 1944 im Zweiten Weltkrieg zerstört und erst 1953 wieder aufgebaut.
- Unterirdische NATO-Bunkeranlage, Codename „Castle Gate“; Zur Zeit des Kalten Krieges wurde diese ab 1983 als Befehlsstand angelegt und sollte im Kriegsfall das gesamte AFNORTH-Hauptquartier aus Brunssum aufnehmen.

## Sehenswürdigkeiten
- Die Population des Atlantischen Hasenglöckchens im Gillenbusch.

## Verkehr
Die AVV-Buslinie 295 des Rurtalbus verbindet Glimbach mit Linnich und Baal. Zusätzlich verkehrt zu bestimmten Zeiten ein Anruf-Sammel-Taxi. Außerdem verkehrt in den Nächten von Freitag auf Samstag ein Disco-Bus nach Himmerich. Zudem fahren die Schulbuslinien 271, 274, 277 und 289.
| Linie     | Verlauf |
| --------- | --- |
| 271       | (Verstärkerfahrten) Titz – Jülich |
| 274       | (Verstärkerfahrten) Barmen Haus Overbach – Aldenhoven / Jülich / Linnich / Titz |
| 277       | (Verstärkerfahrten) Schulen Linnich |
| 289       | (Verstärkerfahrten) Linnich – Gesamtschule Übach-Palenberg |
| 295       | (Linnich Schulzentrum –) Linnich-SIG Combibloc – Glimbach – Körrenzig – Rurich – Baal Süd – Baal Bf |
| AST       | AnrufSammelTaxi: Mo–Fr abends, Sa nachmittags/abends, So Jülich Bf/ZOB – Jülich Innenstadt – Koslar / Merzenhausen – Barmen – Floßdorf / Erzelbach / Boslar – Welz / Ederen / Rurdorf – Kofferen / Hottorf – Gereonsweiler – Gevenich / Kiffelberg – Glimbach – Körrenzig |
| Disco-Bus | DiscoBus: nur in den Nächten Fr/Sa (kein AVV-Tarif) Jülich Neues Rathaus – Walramplatz – Koslar – Barmen – Abwz. Floßdorf – Rurdorf – Linnich Rathaus – Glimbach – Körrenzig – Rurich – Baal Bf – Abzw. Doverheide – Hückelhoven – Himmerich                              |

## Vereine
- Dorfgemeinschaft Glimbach
- Motor-Sport-Club (MSC) Glimbach e. V.
- Reit- und Fahrgemeinschaft Glimbach